# Парламентские выборы в Финляндии (1907)
Парламентские выборы в Финляндии (1907) (фин. Eduskuntavaalit 1907) — выборы в Эдускунту Великого княжества Финляндского, которые прошли 15—16 марта 1907 года.
До 1906 Сейм Финляндии был сословным, состоял из четырех сословий: дворянства, духовенства, буржуазии и крестьянства.
С осени 1906 года политики начали предварительную агитацию по всей территории Великого княжества Финляндского, а настоящая предвыборная кампания прошла в январе-марте 1907 года, в ходе которой публиковались списки из трёх кандидатов, в которых обычно первым был государственный кандидат из Хельсинки, а затем кандидаты из области и волости. В связи с принятием в 1906 году закона о всеобщем и равном избирательном праве, 19 мандатов в парламенте получили женщины.
На выборах в однопалатный парламент социал-демократы набрали 329 946 голосов, Финская партия — 234 573, Младофинская партия — 121 267, Шведская народная партия — 112 267, Аграрный союз — 51 242, Христианский рабочий союз — 13 790 и остальные — 18 568 голосов. Полученный согласно системе д’Ондта результат дал социал-демократам 80 мандатов, старофиннам — 59, младофиннам — 25, шведам — 24, аграриям — 10 и христианам — 2 мандата. Результат стал большой неожиданностью для руководящих кругов: конституционалисты, представлявшие в Сейме большинство в двух из четырёх сословиях, создавшие Сенат Мехелина и считавшие, что «одержали победу» во всеобщей забастовке, получили на выборах менее четверти мандатов, разделённых между двумя партиями; старофиннам, которые подвергались насмешкам со стороны конституционалистов, досталось больше мандатов, чем младофиннам и шведам вместе взятым; хорошие позиции получили аграрии, а самого лучшего результата добились социал-демократы.
Социал-демократы значительно пополнили свои ряды за счёт союза рабочих и молодой академической интеллигенции, присоединившихся к партии в 1905 году после всеобщей забастовки, а в период предвыборной агитации члены партии использовали для активизации своих позиций демонстрации и митинги.
Старофинны сосредоточились на языковой политике и традиционной идее национального развития. У них также была довольно радикальная социальная программа в духе кафедрального социализма, но в то же время они заняли консервативную позицию по защите церкви, семьи, нравственности и национальных обычаев.
Новый парламент в вопросе религии стал придерживаться примиряющей позиции, сохраняя обычай открывать и закрывать сессию торжественным шествием на церковную службу, но отвергнув предложение открывать заседания молитвой.
Хотя парламент отличался от прежнего сословного сейма, существовала тем не менее преемственность между старым и новым парламентом.